# Childerik I

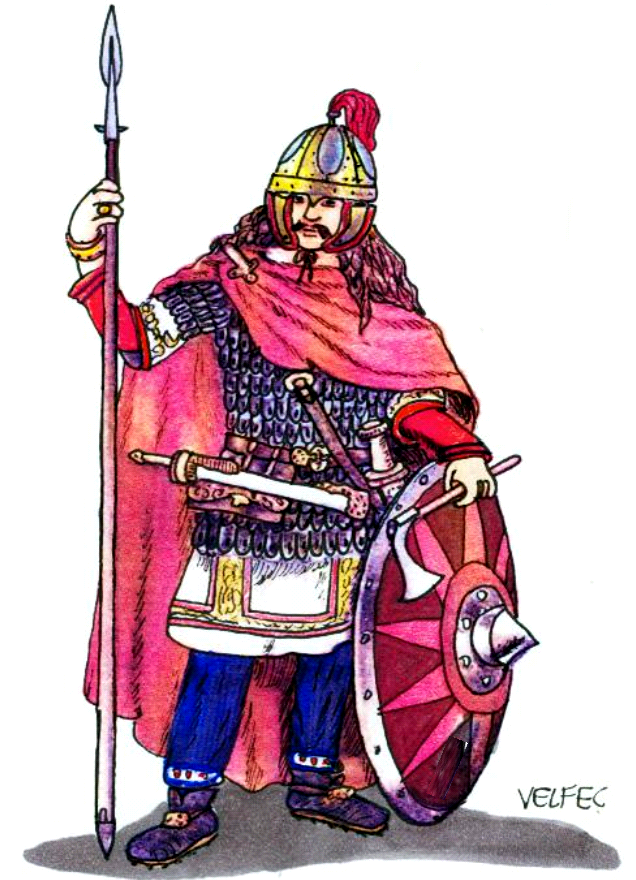
Childerik uitgerust met de aangetroffen grafvondsten

Childerik I of Hildirik (ca. 436 – 481/482) was een koning (rex) van de Franken, en een foederatus. Hij volgde zijn vermoedelijke vader Merovech op als heerser van het gebied en breidde het uit tot aan de Seine, alvorens weer terrein in te leveren aan Syagrius. Als foederatus diende Childerik als generaal onder de Romeinse keizer Majorianus en in die hoedanigheid ook onder de Gallo-Romeinse tegenkeizer Aegidius. Zijn graf, in 1653 teruggevonden te Doornik (België), was ongekend rijk. Hij was de laatste niet-christelijke koning van de Franken: zijn zoon en opvolger Clovis zou zich bekeren.

## Geschiedenis
Childerik verkreeg het leiderschap in 457/458, wat daarom wordt beschouwd als het stervensjaar van zijn vermoedelijke vader Merovech. De geschiedschrijver Gregorius van Tours vermeldt dat Childerik op een zeker moment door zijn volk zou zijn verstoten omdat hij zich zo vaak vergreep aan vrije en adellijke vrouwen dat dit niet meer aanvaard werd. Aegidius, de magister militum, zou hem hebben verbanen en vervolgens tot koning zijn verkozen door de Franken. Childerik zou acht jaar in ballingschap in Thüringen hebben geleefd. Tijdens dit verblijf aan het hof van koning Bisinus zou hij koningin Basina hebben verleid. Ze vergezelde hem toen hij na acht jaar terugkeerde. Het is niet duidelijk of het verhaal over de verbanning meer is dan een legende. 
Childerik vocht enkele malen aan de zijde van de Romeinen, onder meer met Aegidius tegen de Visigoten bij Orléans in 463 en met comes Paulus tegen de Saksen in de Slag bij Angers in 469. Deze Saksen hadden zich aan de monding van de Loire gevestigd.  Volgens de overlevering sloot hij later een verdrag met Odoaker, de militaire leider van Italië, die in 476 de laatste West-Romeinse keizer afzette, tegen de Alemannen die Italië waren binnengevallen.
Childerik keerde na de dood van Aegidius terug en nam diens positie als belangrijkste krijgsheer over. Daarmee kreeg hij ook zeggenschap aan de Seine en rond Parijs. In de laatste fase van zijn bewind opereerde hij in het gebied tussen de Loire en Somme. Volgens Gregorius van Tour stierf Childerik rond 481, doch was het niet zijn zoon Clovis die de meeste macht verwierf over het Romeinse rompstaatje, maar Syagrius de zoon van Aegidius.
Childerik had vier kinderen met Basina: zijn zoon Chlodovech en zijn dochters Lantechilde, Audofleda (gehuwd met Theodorik de Grote) en Abboflede. Hij stierf in 481 en werd opgevolgd door Chlodovech.

## Grafvondst en diefstal

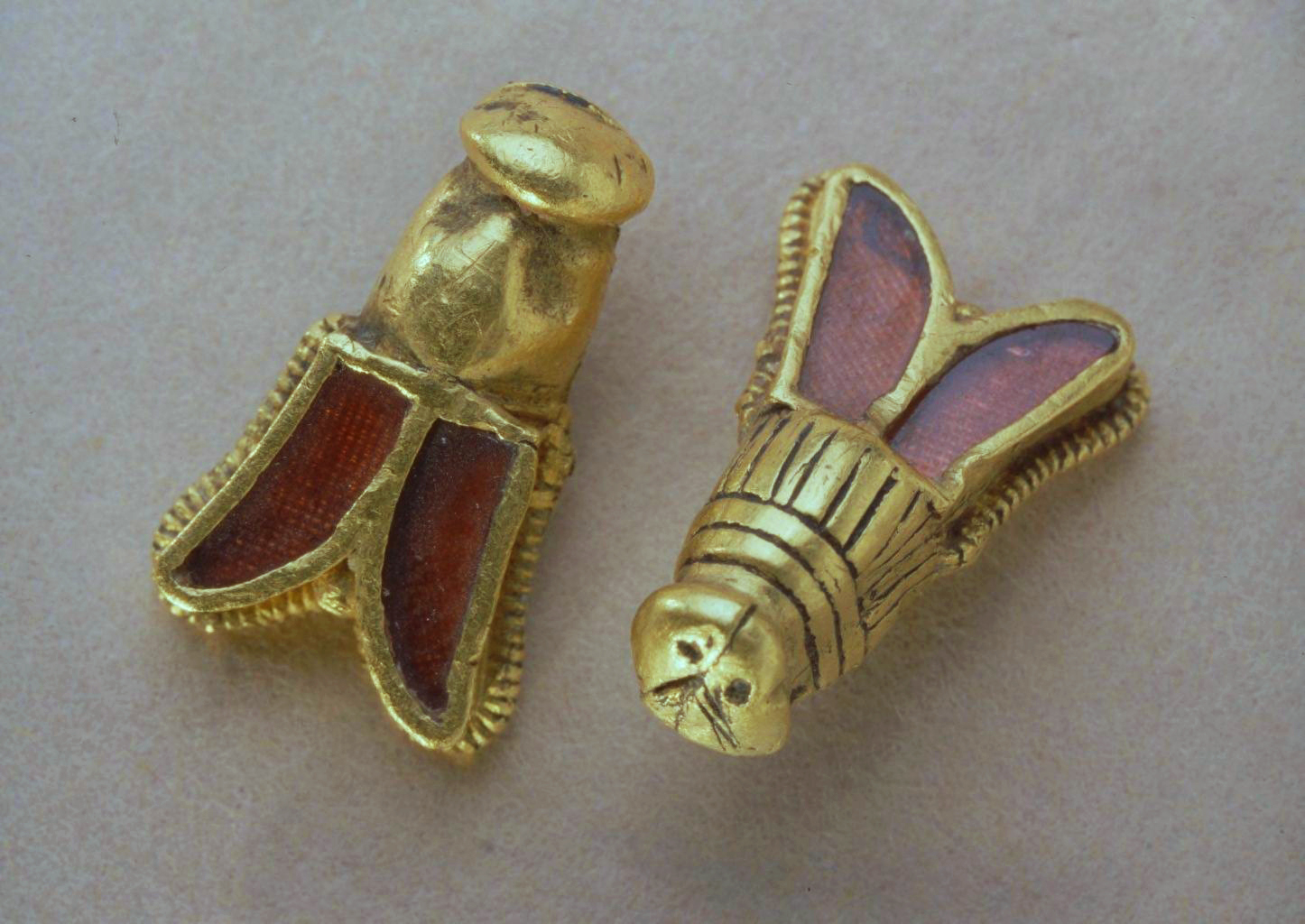
De bijen die Napoleon inspireerden

Zijn graf werd op 27 mei 1653 intact gevonden op dertig meter van de Sint-Brixiuskerk te Doornik. De doofstomme steenhouwer Adrien Quinquin, bezig met de funderingen van een nieuw armenhuis, was op een goudschat gebotst en had met zijn kreten de hele buurt doen toelopen. Het zou later beloningen vergen om de verdonkeremaande schatten te doen restitueren.
Het gevonden graf is het enige uit de tijd van de Grote Volksverhuizing dat met zekerheid aan een historisch persoon is toegeschreven en gedateerd. Het bevatte 21 paardenoffers, een complete wapenrusting (zwaard, messen, werpbijl, lans, schild), een muntschat, talrijke juwelen (typisch uit met granaat ingelegd goud) en een gouden stierenkop. De paardenoffers en andere tekenen wijzen erop dat hij niet christelijk begraven was, maar naar Germaans gebruik, echter zonder daarbinnen verdere precisering toe te laten.
De zegelring met zijn naam (CHILDERICI REGIS) toont een frontaal portret op halve lengte. Dat was typisch voor Romeinse dignitarissen, maar niet de personalisering die blijkt uit het lange haar, dat was voorbehouden aan Merovingische vorsten en prinsen. De lans in zijn rechterhand rust autoritair op zijn schouder. Hij is gekleed in een kuras met erboven een generaalsmantel (paludamentum). Een fibula die dergelijke mantels sloot, is in de schat teruggevonden. De meer dan honderd gouden munten, de meest recente geslagen door keizer Zeno van Byzantium, wijzen erop dat hij beschouwd werd als foedus met verantwoordelijkheid over de provincie Belgica Secunda. Zijn wapens waren dan weer typisch Frankisch: een lang zwaard, een kleine scramasax en een lans. Het geheel drukt zijn Germaans-Romeinse dualiteit uit. De uitzonderlijke rijkdom van de grafgiften was hoogst ongebruikelijk. Mogelijk spiegelde Childerik zich aan de Oost-Germaanse gewoonten die hij had leren kennen aan het hof van koning Bisin.
De vondst gaf aanleiding tot wat beschouwd wordt als het eerste wetenschappelijke verslag van een archeologische opgraving. In opdracht van Leopold Willem van Oostenrijk kreeg historicus-lijfarts Jean-Jacques Chifflet toegang tot de vondsten. Hij beschreef ze nauwkeurig en liet er kopergravures van maken. Later werden ze onderzocht door abbé Cochet.
Na Leopolds dood kwam de Childerikschat in Wenen terecht. De Habsburgers schonken haar in 1665 grotendeels aan koning Lodewijk XIV van Frankrijk. Die was volgens de overlevering maar matig onder de indruk en bracht ze onder in het Cabinet des Médailles van het Louvre. Daarna verhuisden ze naar de keizerlijke bibliotheek. In de nacht van 5 op 6 november 1831 werd bij een inbraak in de bibliotheek 80 kg buit ontvreemd, waaronder grote delen van de schat van Childerik. Toen de bende werd opgepakt, bleken de massief-gouden stukken te zijn omgesmolten, maar de met stenen ingelegde juwelen werden gerecupereerd. Ze waren aan de Pont Marie te water gelaten in leren zakken.
De gouden bijen die op de mantel van Childerik waren gestikt, inspireerden Napoleon voor de symboliek van zijn keizerrijk. Ze boden koninklijke associaties en tegelijk afstand van de Fleur-de-lys van de Bourbons.
Bij nieuwe opgravingen in de jaren 80 bleek dat het graf zich bevond in een eigentijdse necropool. De grafheuvel van Childerik was ruim twintig meter in doorsnede en bevond zich naar Romeins gebruik nabij een weg aan de rand van de stad.
Het bewaarde deel van de grafgiften, waaronder Childeriks zegelring, bevindt zich in de schatkamer van de Franse munt. In Wenen bevinden zich replica's die vóór de schenking van de schat gemaakt waren. Ze zijn op hun beurt gekopieerd voor het Römisch-Germanisches Zentralmuseum in Mainz. De beste versie van de zegelring is in het bezit van het Musée Dobrée in Nantes.

## Voetnoten
1. ↑  Alain de Benoist, Dictionnaire des prénoms, d'hier et aujourd'hui, d'ici et d'ailleurs, p. 294, ed. Jean Picollec, 2009.
2. ↑  Wijnendaele 2024, p. 127.
3. ↑  Wijnendaele 2024, p. 161.
4. ↑  Raymond Brulet, La tombe de Childéric et la topographie funéraire de Tournai à la fin du Ve siècle, in: Michel Rouche (red.), Clovis. Histoire et Mémoire, vol. 1, Le baptême de Clovis, l'événement, Presses de l'Université de Paris-Sorbonne, Parijs, 1997, blz. 59–77
5. ↑  Jacques Martin, La religion des Gaulois, tirée des plus pures sources de l’antiquité, vol. II, 1727. Gearchiveerd op 12 juni 2023.
6. ↑  Kurt Böhner, "Childerich von Tournai III: Archäologisches (Childerichgrab)", in: Reallexikon der germanischen Altertumskunde, vol. 4, Berlijn, 1981, blz. 441-460
7. ↑  Marie-Pierre Terrien, La christianisation de la région rhénane du IVe au milieu du VIIIe siècle. Corpus et synthèse, 2007, p. 113
8. ↑  Matthias Becher, Chlodwig I. Der Aufstieg der Merowinger und das Ende der antiken Welt, 2011, p. 134. Gearchiveerd op 12 juni 2023.
9. 1 2  (fr) Bacoup, Paul, La tombe de Childéric Ier : un Franc romain. Migrations barbares dan l'Empire romain d'occident et leurs traces archéologiques (5 maart 2015). Geraadpleegd op 23 mei 2025.
10. ↑  Peter S. Welles, Barbarians to Angels. The Dark Ages Reconsidered, 2009, p. 51
11. ↑  Anastasis Childerici I Francorum regis, sive, thesaurus sepulchralis Tornaci Nerviorum effosus, Antwerpen, 1655. Gearchiveerd op 2 december 2021.
12. ↑  Jean Benoît Désiré Cochet, Le tombeau de Childéric Ier, 1859, Parijs
13. ↑  Er bestaat een inventaris van die in 1978 is teruggevonden.
14. ↑  Perin Patrick en Salaün Gildas, "Une empreinte inédite de lianneau sigillaire de Childéric Ier conservée au Musée Dobrée à Nantes", in: Bulletin de la Société Nationale des Antiquaires de France, 2008, 2015, p. 112. DOI:10.3406/bsnaf.2015.11988
15. ↑  Perin Patrick en Salaün Gildas, "Une empreinte inédite de lianneau sigillaire de Childéric Ier conservée au Musée Dobrée à Nantes", in: Bulletin de la Société Nationale des Antiquaires de France, 2008, 2015, p. 111-117. DOI:10.3406/bsnaf.2015.11988